# Mecaphesa verityi
Mecaphesa verityi là một loài nhện trong họ Thomisidae.
Loài này thuộc chi Mecaphesa. Mecaphesa verityi được miêu tả năm 1965 bởi Schick.